# Karibská rozvojová banka

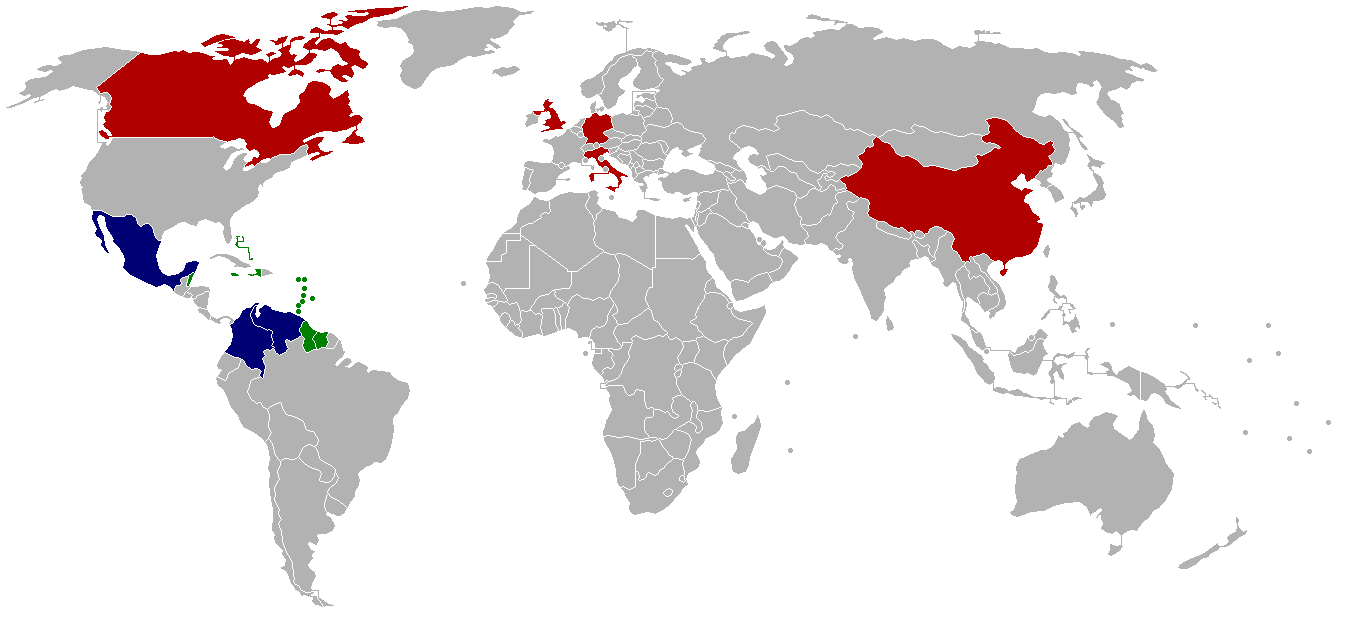
Zelená a modrá – regionální, červená – neregionální země

Karibská rozvojová banka (anglicky: Caribbean Development Bank, zkratka CDB) je regionální banka působící převážně v Karibiku. Byla založena na konferenci států a teritorií na Jamajce v roce 1969. Sídlo má v Bridgetownu na Barbadosu a počáteční kapitál byl 50 miliónů $. Postupně byla CDB rozšiřována o další akcionáře, o země které nejsou s karibskou oblastí přímo spjaté.

## Cíle banky
Při vzniku si CDB stanovila za cíl pomáhat při financování sociálních a ekonomických programů, přispívat k harmonickému hospodářskému růstu a rozvoji členských zemí v regionu, se zvláštním zřetelem na specifické potřeby méně rozvinutých členů. Nabízí svým členům úvěry s úroky nižšími než jsou běžné a s delší dobou splatnosti.
V roce 2010 byla CDB hodnocena americkou ratingovou agenturou Standard & Poor's a bylo ji opět přiznáno nejvyšší hodnocení AAA. Za přednost bylo vyzdviženo dobré portfolio cenných papírů i obezřetnost při poskytování půjček které nebyly nikdy odepsány (95 % úvěrů je garantováno členskými zeměmi) a vysoká likvidita.

## Rozdělení akcionářů
Členské země, celkem 27, se dělí do dvou kategorií, na regionální a neregionální. Zásadní rozdíl je v tom, že z banky si mohou peníze půjčovat pouze země regionální. Aby bohatší, neregionální země nezískaly nad bankou kontrolu platí ustanovení, že 60 % akcií musí být v držení regionálních členských zemí.
V roce 2011 byly za regionální země považovány:
| - Anguilla - Antigua a Barbuda - Bahamy - Barbados - Belize - Britské Panenské ostrovy - Dominika - Grenada - Guyana - Haiti - Jamajka | - Kajmanské ostrovy - Kolumbie - Mexiko - Montserrat - Svatá Lucie - Svatý Kryštof a Nevis - Svatý Vincenc a Grenadiny - Trinidad a Tobago - Turks a Caicos - Venezuela |

a za neregionální:
| - Brazílie - Čína - Itálie - Kanada - Německo - Spojené království |